# Illo Gutschwager
Illo Arthur Gutschwager (* 12. August 1911 in Berlin; † 20. März 1977 ebenda) war ein deutscher Filmschauspieler und Aufnahmeleiter.

## Leben
Der Sohn des Theaterschauspielers Arthur Gutschwager kam über seinen Vater 1918 zum damals noch stummen Film. Frühe Kinderrollen sind rund um das Jahr 1926 dokumentiert. Seit Anbruch der Tonfilmzeit wirkte Gutschwager mit kleinen und Kleinstrollen in einer Fülle von Unterhaltungsproduktionen mit. Mal wurde er als Lehrling (Delikatessen), Zeitungsverkäufer (Sieben Ohrfeigen), Nachwuchspage (Der Page vom Dalmassehotel) oder als Piccolo (Flachsmann als Erzieher) eingesetzt, mal als kleiner Verkäufer (Anschlag auf Schweda), Taxifahrer (Togger), Fischer (Das Mädchen von Fanö), Kellner (Familie Buchholz) oder als Bühnenarbeiter (seine für lange Zeit letzte Filmrolle in Es lebe die Liebe).
Bei Kriegsende beendete Gutschwager seine wenig Aufsehen erregende Darstellertätigkeit und fand fortan Beschäftigung als Aufnahmeleiter bei bundesdeutschen Kino- und Fernsehfilmen. Zum letzten Mal sah man den nach dem Krieg in Berlin-Steglitz ansässigen Illo Gutschwager 1968 mit einer winzigen Rolle in der Komödie Der Partyphotograph auch erneut vor der Kamera. Er starb 1977 im Krankenhaus Neukölln.

## Filmografie
als Schauspieler, wenn nicht anders angegeben
- 1926: Familie Schimek
- 1926: Die Wiskottens
- 1926: Überflüssige Menschen
- 1929: Liebeswalzer
- 1930: Delikatessen
- 1930: Flachsmann als Erzieher
- 1931: Kasernenzauber
- 1931: Dienst ist Dienst
- 1932: Lachende Erben
- 1933: Drei Kaiserjäger
- 1933: Der Page vom Dalmassehotel
- 1933: Ein Lied geht um die Welt
- 1934: Besuch am Abend
- 1934: Der Herr der Welt
- 1934: Die Liebe und die erste Eisenbahn
- 1934: Petersburger Nächte
- 1934: Punks kommt aus Amerika
- 1935: Mazurka
- 1935: Anschlag auf Schweda
- 1935: Der junge Graf
- 1936: Hans im Glück
- 1936: Es geht um Mein Leben
- 1936: Standschütze Bruggler
- 1936: Die Stunde der Versuchung
- 1937: Togger
- 1937: Wie der Hase läuft
- 1937: Mein Sohn, der Herr Minister
- 1937: Sieben Ohrfeigen
- 1938: Am seidenen Faden
- 1938: Der Tag nach der Scheidung
- 1938: In geheimer Mission
- 1939: Mann für Mann
- 1939: Flucht ins Dunkel
- 1939: In letzter Minute
- 1940: Die letzte Runde
- 1940: Kleider machen Leute
- 1940: Das Mädchen von Fanö
- 1943: Familie Buchholz
- 1944: Es lebe die Liebe
- 1955: Die Frau des Botschafters (nur Aufnahmeleitung)
- 1955: Der Pfarrer von Kirchfeld (nur Aufnahmeleitung)
- 1961: Schneeweißchen und Rosenrot (nur Aufnahmeleitung)
- 1962: Rumpelstilzchen (nur Aufnahmeleitung)
- 1962: König Drosselbart (nur Aufnahmeleitung)
- 1968: Der Partyphotograph (auch Requisite)